# Station Dalfsen
Station Dalfsen (afkorting: Dl) is een spoorwegstation in de Overijsselse gemeente Dalfsen. Het ligt ten opzichte van het dorp Dalfsen aan de overzijde van de Overijsselse Vecht. Het station werd ontworpen op het bureau van de Amsterdamse architect Eduard Cuypers. Het is op 15 januari 1903 geopend door de Noordoosterlocaalspoorweg-Maatschappij (NOLS), tegelijk met het eerste gedeelte van de spoorlijn Zwolle - Stadskanaal tussen Zwolle en Ommen.
In tegenstelling tot de grote sloop en herbouw van 'nieuwere' typen stations die de NS in de jaren 70 uitvoerde, is het stationsgebouw van Dalfsen nog altijd in zijn historische staat. Stations van hetzelfde type NOLS-standaardstations tweede klasse zijn op deze lijn ook nog te vinden in Ommen (1903), Mariënberg (1903) en Hardenberg (1905).
Het station is in de Tweede Wereldoorlog korte tijd gesloten geweest, maar vlak na het einde van de oorlog heropend.
Tot de spoorverdubbeling van de spoorlijn Zwolle – Emmen in 1987 kende het station voor spoor 2 een smal eilandperron, waar aan één zijde treinen stopten. Daarna heeft het voor elk van beide sporen een zijperron gekregen.
Sinds 1992 hangt aan de oostelijke zijgevel een tweedelige glassculptuur van de Duitse kunstenaar Gerhard Merz (1947).
In 1997 verloor het stationsgebouw zijn oorspronkelijke functie. Sindsdien biedt het plaats aan Grand Café Het Oude Station.

## Afbeeldingen

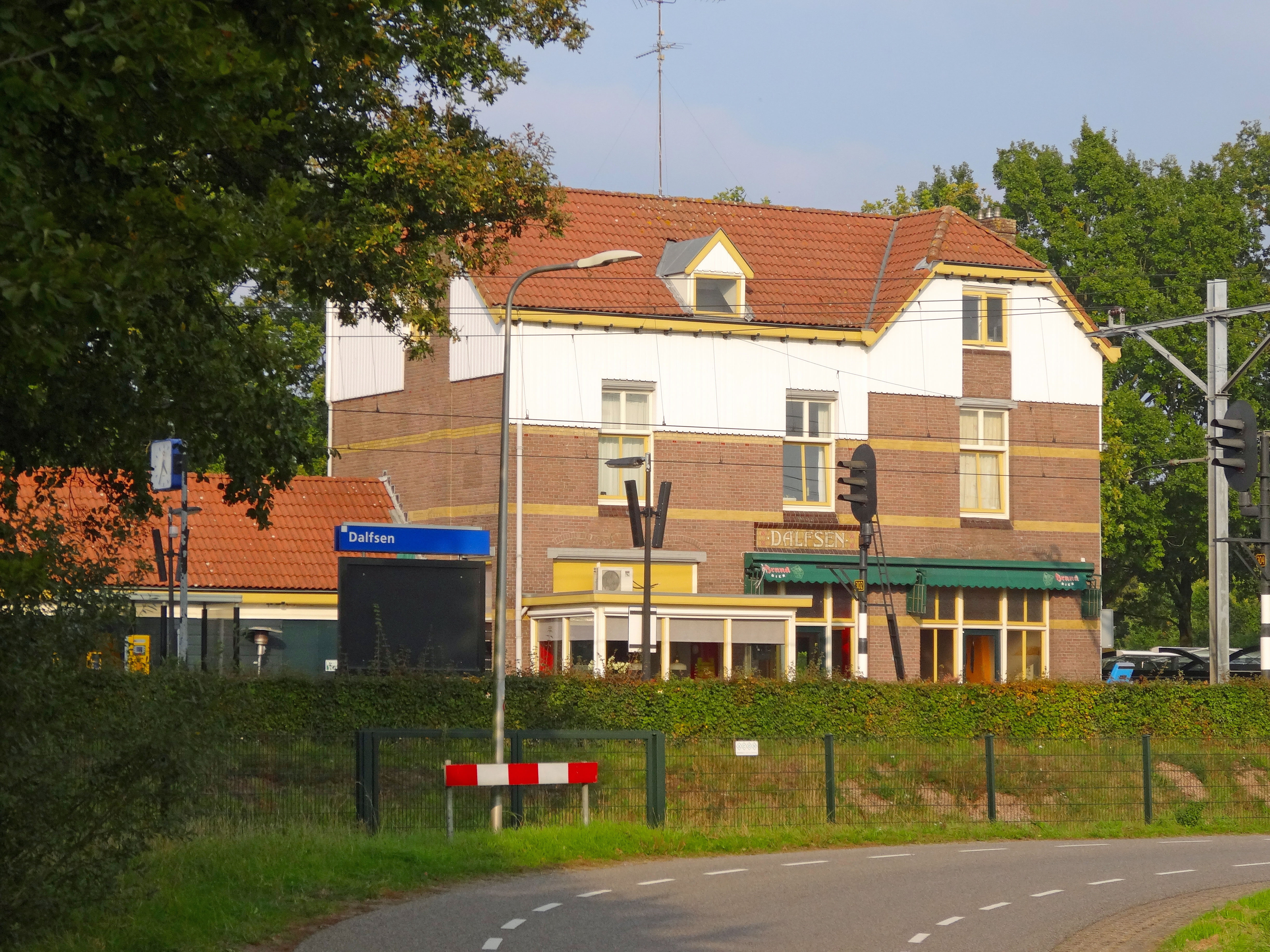
Het station in 2013
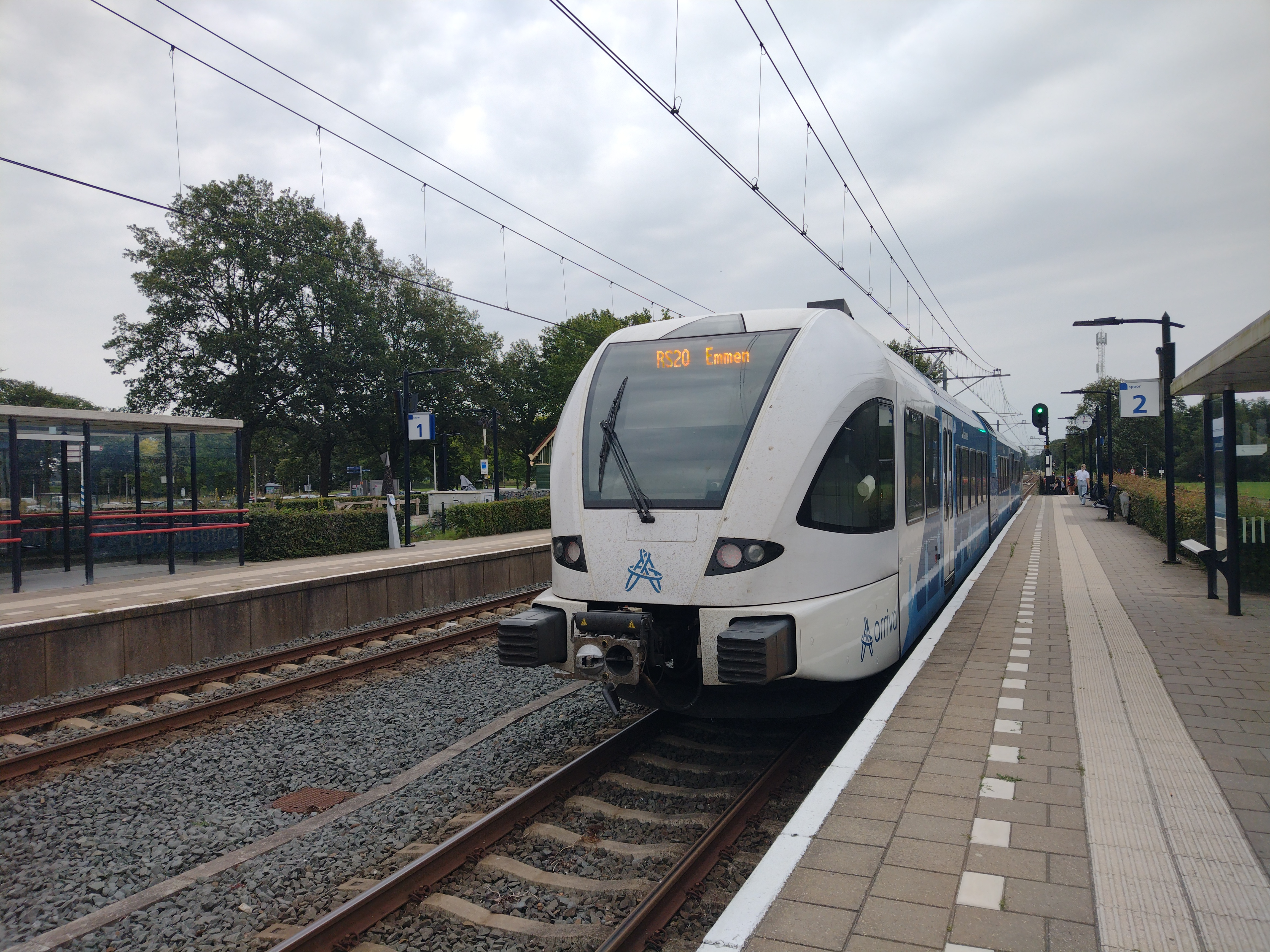
Arriva Spurt op het station
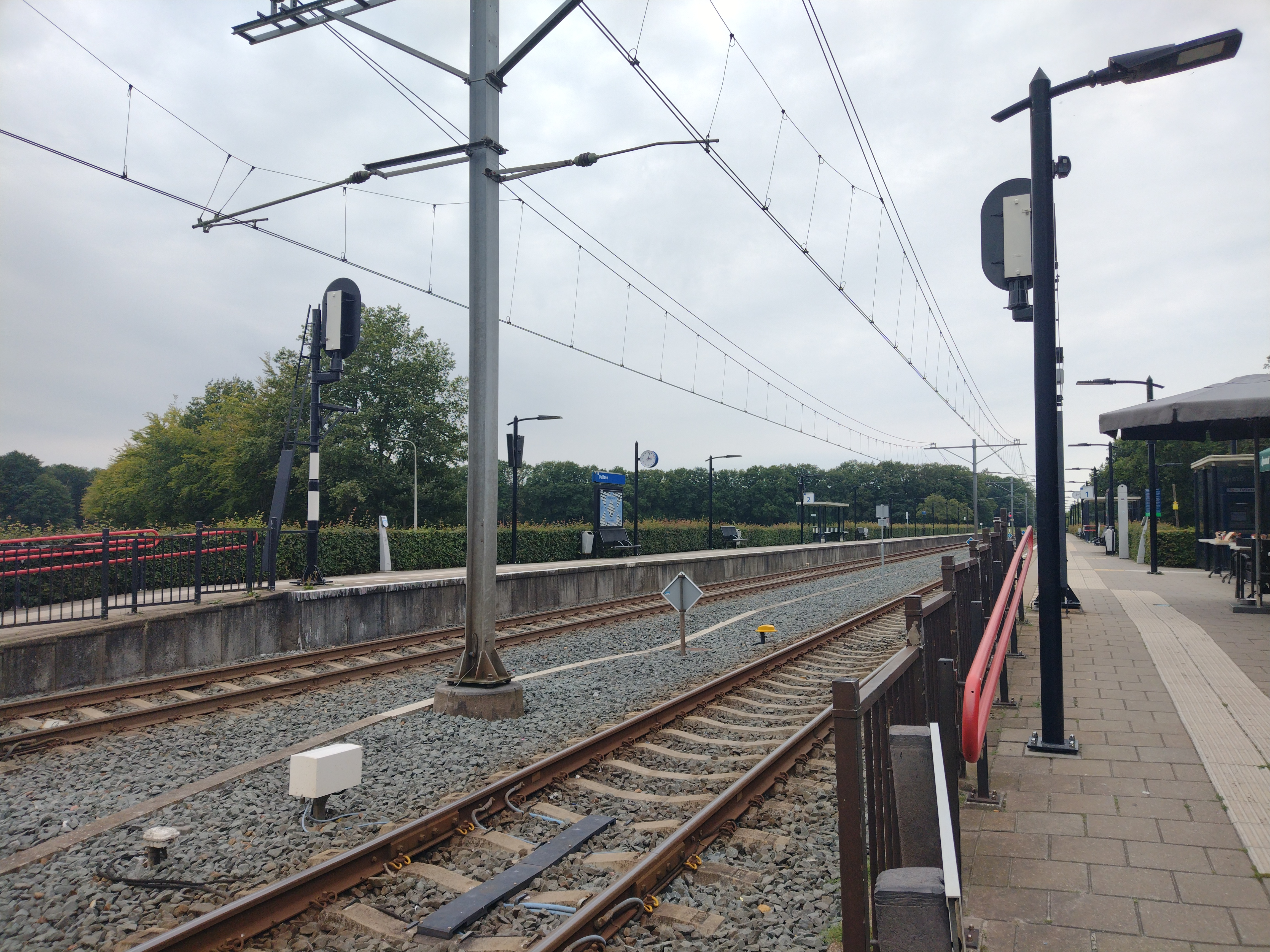
Perrons
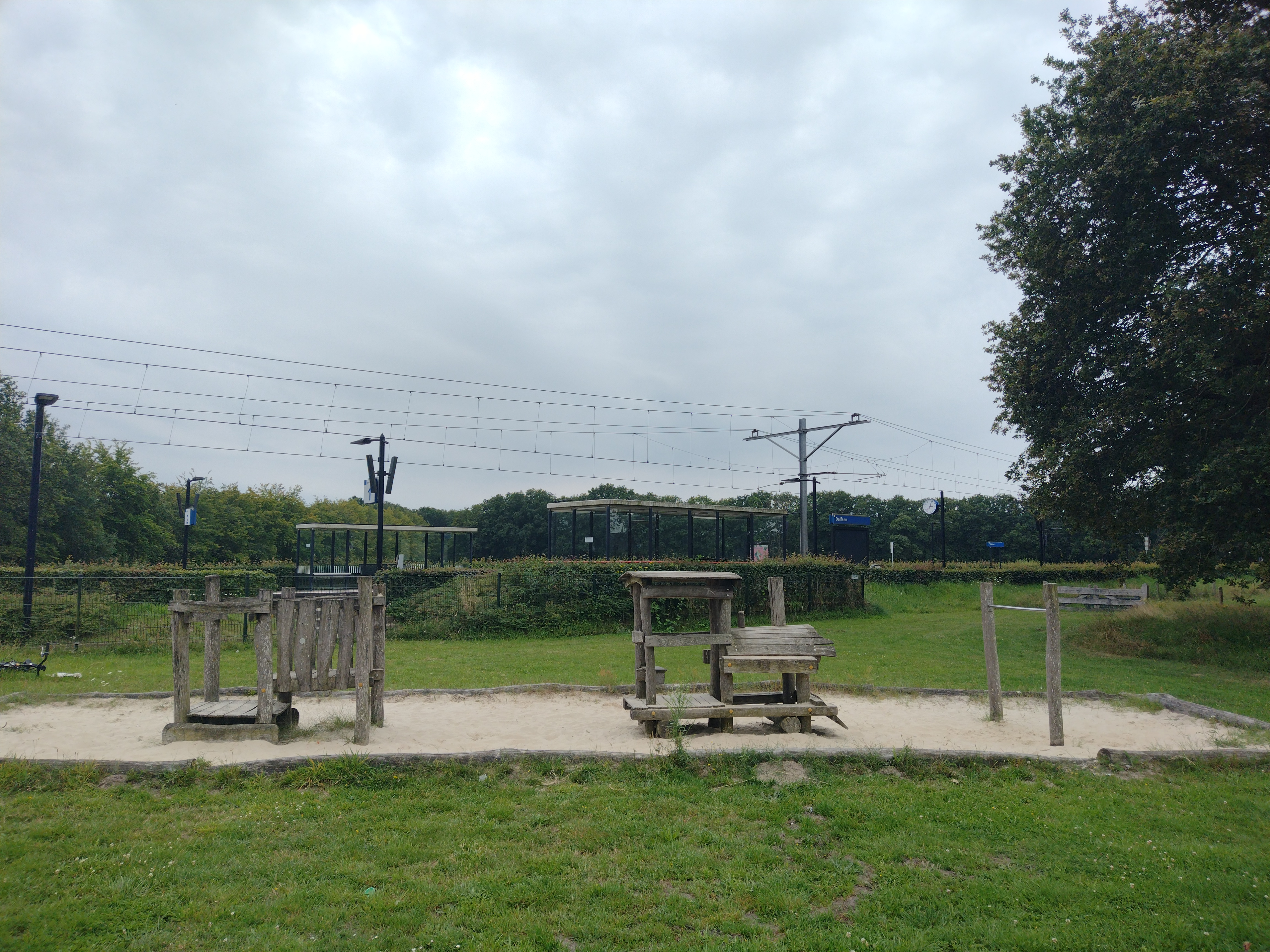
Speeltuin bij het station

### Boeken
- 'Eduard Cuypers, Leven & Werk en hoe hij verdween uit onze architectuurgeschiedenis', Obbe H. Norbruis (2025) LM Publishers.

## Treinverbindingen
Station Dalfsen wordt in beide richtingen tweemaal per uur aangedaan door een trein van de lijn Zwolle - Emmen: eenmaal per uur de stoptrein en eenmaal per uur de sneltrein van Arriva. In de spits rijdt er tweemaal een extra sneltrein tussen Zwolle en Coevorden.
| Serie       | Treinsoort         | Route                                 | Bijzonderheden                                         |
| ----------- | ------------------ | ------------------------------------- | ------------------------------------------------------ |
| 3800 RE 20  | Sneltrein (Arriva) | Zwolle – Dalfsen – Mariënberg – Emmen | Onderdeel van Blauwnet. 1x per uur.                    |
| 13800 RE 20 | Sneltrein (Arriva) | Zwolle – Dalfsen – Coevorden – Emmen  | Onderdeel van Blauwnet. Rijdt alleen tijdens de spits. |
| 8000 RS 20  | Stoptrein (Arriva) | Zwolle – Dalfsen – Mariënberg – Emmen | Onderdeel van Blauwnet. 1x per uur.                    |

## Busverbindingen
Station Dalfsen wordt tevens aangedaan door de volgende buslijnen van EBS:
- Streekbus 167 Lemelerveld - Zwolle (maandag t/m vrijdag overdag)
- Buurtbus 568 Dalfsen - Ommen (maandag t/m vrijdag overdag)
- Buurtbus 591 Dalfsen - Nieuwleusen (maandag t/m zaterdag overdag)

0: Zwolle ·
5: Herfte-Veldhoek ·
8: Marshoek-Emmen ·
12: Dalfsen ·
15: Rechteren ·
19: Vilsteren ·
23: Ommen ·
25: Sterkamp ·
29: Junne ·
31: Beerze ·
34: Mariënberg ·
37: Bergentheim ·
Brucht ·
42: Hardenberg ·
45: Baalder-Radewijk ·
48: Gramsbergen ·
50: De Haandrik ·
55: Coevorden ·
59: Dalen ·
62: Dalerveen ·
66: Nieuw Amsterdam ·
70: Emmen Zuid ·
71: Emmen Bargeres ·
72: Zuidbarge ·
75: Emmen ·
79: Weerdinge ·
82: Valthe ·
87: Exloo ·
93: Buinen ·
95: Drouwen ·
100: Gasselternijveen ·
103: Tweede Dwarsdiep ·
107: Stadskanaal
Almelo · 
-De Riet · 
Borne · 
Daarlerveen · 
Dalfsen · 
Delden · 
Deventer · 
-Colmschate · 
Enschede · 
-De Eschmarke · 
-Kennispark · 
Glanerbrug · 
Goor · 
Gramsbergen · 
Hardenberg · 
Heino · 
Hengelo · 
-Gezondheidspark ·
-Oost · 
Holten · 
Kampen · 
-Zuid ·
Mariënberg · 
Nijverdal · 
Oldenzaal ·
Olst · 
Ommen · 
Raalte ·
Rijssen · 
Steenwijk · 
Vriezenveen · 
Vroomshoop · 
Wierden · 
Wijhe · 
Zwolle · 
-Stadshagen
Stations van de Museum Buurtspoorweg:
Haaksbergen · Zoutindustrie · Boekelo

Voormalige stations: zie de lijst van voormalige spoorwegstations in Overijssel